# 私生活 (韓國電視劇)
《私生活》為韓國JTBC於2020年10月7日起播出的水木連續劇，由《大撲》的南鍵導演與《我的美麗新娘》、《無情都市》的劉成烈編劇合作打造。此劇講述生活型詐欺師不經意介入了國家級「隱私」，為了能生存下去而施展所有詐欺技術和大企業展開詐欺對決的故事。
Netflix於2020年10月7日起每週三週四22:00(UTC+8)全球同步上線。

## 演員陣容

### 主要人物
| 演員                    | 角色             | 介紹 |
| 徐玄                    | 車州誾           | ONE STAR生活型詐欺犯 為了生活，選擇成為詐騙道路中的生活型詐欺犯，詐騙經歷29年，剛結束1年6個月刑期。從小在詐騙父母美淑和賢太身邊長大，自然也學到了各種騙術，從學生時期開始，她就作為生活型騙子，為家族事業做出巨大貢獻。在這樣的州誾面前，靖桓出現了，在發展蓬勃的大企業擔任組長，擁有和睦家庭和俊秀的外表的一等新郎人選。「我，是孤兒。」隨著州誾的意外告白，兩人的關係逐漸靠近。不知道是紀錄片還是真實故事的州誾的人生，令人好奇其中的內幕。 「我，想成為善良的女人」 |
| 高庚杓                  | 李靖桓           | GK科技公司開發二組組長 為了生存，在騙子之間賭上私生活的男人。35年母胎單身的人生，終於遇見命運中的女人！初次見面十分挑剔的州誾，因為靖桓的直進逐漸敞開心房走近他。對州誾的私生活一無所知的靖桓，抱著緊張的心情向她求婚，兩人的婚事也順利進行。在全然不知的情況下，靖桓深深落入了三個詐欺犯的手中。但是，在仍然只知道直進的他身上，散發微妙的既視感。這個男人，知道自己正往哪裡前進嗎？ 「當然⋯要揭發真相啊」                                                            |
| 金孝珍                  | 鄭允景／鄭福基   | 前主播、現詐騙事業專家 前身為主播鄭允景，其騙術高超，曾欺騙過車州誾一家。在大韓民國所有人都想殺了她，這時候只有在旭伸出援手，於是她與在旭聯手，以詐欺犯鄭福基的名字重生。但是某一天，在旭卻無聲無息地消失了。為何所有人都對她的性命虎視眈眈？在旭跑去哪裡了？謎樣的鄭福基的人生，令人對她的私生活感到好奇。 「以後不管做什麼，金在旭的工作將成為最大的絆腳石」 |
| 金永敏 （少年：南多凜） | 金在旭／愛德華金 | GK科技公司出身的詐欺犯 為了得到更多，踐踏別人私生活的男人。小時候因為沒有能力的父母，太輕易地失去一切，連你們的性命也⋯那樣的生活一次就夠了。我會更加惡劣地踐踏，絕不被踐踏第二次。就算是一個國家的總統，我也會踩在腳下！ 「世界上哪有真相，不過是事實而已。」 |

### 州誾周邊人物
| 演員   | 角色   | 介紹                                                                                               |
| 宋善美 | 金美淑 | 州誾的母親，高利貸業者                                                                             |
| 朴成根 | 車賢太 | 55歲，州誾的父親，因詐欺罪名判刑8年。                                                              |
| 太元碩 | 一手   | 41歲，州誾的詐騙搭檔，原為拳擊選手隱退後加入暴力集團被後輩詐欺後為了報復轉職加入詐欺業。           |
| 劉熙帝 | 朴泰柱 | 35歲，靖桓的朋友，經營高利貸公司與靖桓同為育幼院出身。                                             |
| 張真熙 | 張珉廷 | 31歲，州誾的好友，經營非法賭場被警方查獲，以私設賭場罪名判刑兩年。與車州誾是同期青坡女子監獄獄友。 |
| 尹嗣捧 | 楊仁淑 | 前任刑警，退休後與丈夫合開燒烤店。                                                                 |
| 金瑞元 |        | 楊仁淑丈夫                                                                                         |

### 靖桓周邊人物
| 演員   | 角色   | 介紹                                                             |
| 金珉賞 | 金相滿 | GK科技公司室長                                                   |
| 金巴達 | 禹碩浩 | GK科技公司組長，與吳賢慶為夫妻。                                 |
| 張原赫 | 崔允錫 | 天才駭客                                                         |
| 宋尚恩 | 高惠媛 | 間諜徵信社員工，是個花痴妹，以為靖桓跟她互有好感，其實根本沒有。 |
| 車秀妍 | 吳賢慶 | 律師，任職於大型律師事務所，與禹碩浩為夫妻。                     |
| 閔志悟 | 劉炳俊 | 前任檢察官，現任保守派國會議員。                                 |

### 刑事重案3組
| 演員   | 角色   | 介紹     |
| 李學周 | 金明現 | 刑警     |
| 朴盛勳 | 鄭大尚 | 刑事科長 |
| 李柱妍 | 江秀真 | 刑警     |
| 郭民浩 |        | 組長     |
| 尹正勳 | 朴慶燮 | 老么     |

## 原聲帶
- Part.1（發行日期：2020年10月7日）

| 曲序 | 曲目             | 演唱  | 时长 |
| ---- | ---------------- | ----- | ---- |
| 1.   | 藍霧（푸른안개） | 6band | 3:18 |
| 2.   | 藍霧（Inst.）    |       | 3:18 |

- Part.2（發行日期：2020年10月14日）

| 曲序 | 曲目                 | 演唱   | 时长 |
| ---- | -------------------- | ------ | ---- |
| 1.   | 普通的夢（보통의꿈） | Yangpa | 4:06 |
| 2.   | 普通的夢（Inst.）    |        | 4:06 |

- Part.3（發行日期：2020年10月21日）

| 曲序 | 曲目             | 演唱 | 时长 |
| ---- | ---------------- | ---- | ---- |
| 1.   | 私生活（사생활） | 민주 | 3:49 |
| 2.   | 私生活（Inst.）  |      | 3:49 |

- Part.4（發行日期：2020年10月22日）| 曲序 | 曲目                     | 演唱 | 时长 |
| ---- | ------------------------ | ---- | ---- |
| 1.   | Beautiful Dream          | Mew  | 4:07 |
| 2.   | Beautiful Dream（Inst.） |      | 4:07 |

- Part.5（發行日期：2020年10月28日）

| 曲序 | 曲目                                            | 演唱   | 时长 |
| ---- | ----------------------------------------------- | ------ | ---- |
| 1.   | 我們需要去愛的那些（우리가 사랑해야 하는 것들） | 金在中 | 3:24 |
| 2.   | 我們需要去愛的那些（Inst.）                     |        | 3:24 |

## 收視率
| 集數       | 播出日期   | AGB收視率        |
| 集數       | 播出日期   | 大韓民國（全國） |
| ---------- | ---------- | ---------------- |
| 1          | 2020/10/07 | 2.522%           |
| 2          | 2020/10/08 | 2.235%           |
| 3          | 2020/10/14 | 2.030%           |
| 4          | 2020/10/15 | 1.952%           |
| 5          | 2020/10/21 | 1.721%           |
| 6          | 2020/10/22 | 1.491%           |
| 7          | 2020/10/28 | 1.592%           |
| 8          | 2020/10/29 | 1.970%           |
| 9          | 2020/11/04 | 1.609%           |
| 10         | 2020/11/05 | 1.487%           |
| 11         | 2020/11/11 | 1.505%           |
| 12         | 2020/11/12 | 1.913%           |
| 13         | 2020/11/18 | 1.669%           |
| 14         | 2020/11/19 | 1.608%           |
| 15         | 2020/11/25 | 1.217%           |
| 16         | 2020/11/26 | 1.507%           |
| 平均收視率 | 平均收視率 | 1.752%           |

- 收視最低的集數以藍色表示，收視最高的集數以紅色表示，而空格則表示該集的收視沒有相關數據。

## 同時段作品

### 同時段競爭作品
- KBS 水木連續劇：《Do Do Sol Sol La La Sol》
- MBC 水木迷你連續劇：《當我最漂亮的時候》、《愛我的間諜》

### 同一劇集時段作品
- tvN 水木連續劇：《九尾狐傳》

## 記事
- 2020年8月20日，本劇劇組工作人員曾與其他劇組的COVID-19疑似確診工作人員在相同工作範圍但並無直接接觸，劇組為確保現場拍攝人員健康安全暫停拍攝工作[3]，所幸8月21日該名工作人員檢驗結果為陰性[4]。
- 2020年9月4日，劇組已重啟拍攝工作，但電視台尚未確定是否按原訂計畫於9月16日首播[5]。

## 外部連結
- 韓國JTBC官方網站 （页面存档备份，存于）
- 私生活－DAUM

| JTBC 水木劇                                 | JTBC 水木劇                          | JTBC 水木劇 |
| ------------------------------------------- | ------------------------------------ | ----------- |
|                                             | （2020年10月7日－2020年11月26日）    |             |
| 我們，愛過嗎 （2020年7月8日－2020年9月2日） | Run On （2020年12月16日－2021年2月） |             |